# Credogne
Die Credogne ist ein Fluss in Frankreich, der im Département Puy-de-Dôme in der Region Auvergne-Rhône-Alpes verläuft. Sie entspringt beim Col des Planchettes im Gemeindegebiet von Saint-Victor-Montvianeix, entwässert mit einigen Richtungsänderungen generell nach Westen, durchquert den Regionalen Naturpark Livradois-Forez und mündet nach insgesamt rund 28 Kilometern im Gemeindegebiet von Puy-Guillaume als rechter Nebenfluss in die Dore.

## Orte am Fluss
(Reihenfolge in Fließrichtung)
- Saint-Victor-Montvianeix
- Puy-Guillaume

## Sehenswürdigkeiten
- Cascade du Creux Saillant, Wasserfall bei Saint-Victor-Montvianeix